# Referendo de independência de Timor-Leste de 1999
O referendo sobre a independência do Timor-Leste foi realizado em 30 de agosto de 1999, como decisão política sobre o Timor-Leste. As origens do referendo deram-se com o pedido feito pelo Presidente da Indonésia, Jusuf Habibie, ao Secretário-geral das Nações Unidas, Kofi Annan, em 27 de janeiro de 1999. O pedido consistia em realizar um referendo em Timor-Leste, no qual seria dado, à província indonésia, o poder de escolha de uma maior autonomia dentro da Indonésia ou a independência.

## Contexto

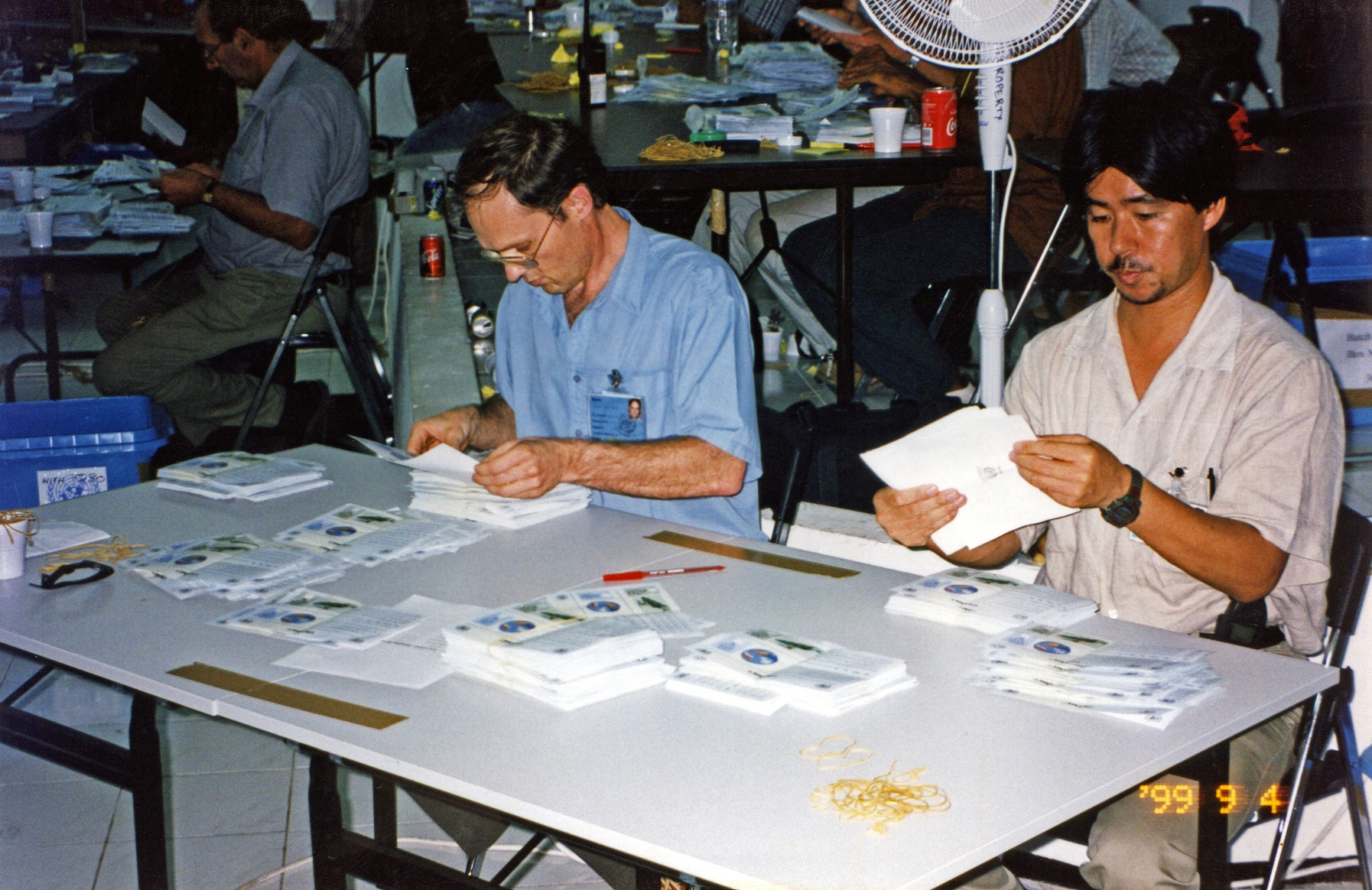
Contagem dos votos do referendo.

Nos meses anteriores, o Presidente Jusuf Habibie tinha feito várias declarações públicas em que ele mencionava que os custos de manutenção de subsídios monetários para apoiar a província não foram equilibrados por qualquer benefício mensurável para a Indonésia. Devido a esta desfavorável análise custo-benefício, a decisão mais racional seria ser dada, à província, que não fazia parte dos limites originais da Indonésia até 1945, a escolha democrática sobre se queria ou não permanecer na Indonésia. Esta escolha também ficou em pauta com o programa de democratização geral de Habibie, no período pós-Suharto.
Como etapa de acompanhamento para o pedido de Habibie, a ONU organizou reunião entre o governo indonésio e o governo português (que detinha a autoridade colonial anterior sobre Timor-Leste). Em 5 de maio de 1999, essas negociações resultaram no "Acordo entre a República da Indonésia e a República Portuguesa sobre a Questão de Timor-Leste". O referendo seria realizado para determinar se Timor Leste permaneceria parte da Indonésia como uma Região Autónoma Especial, ou separar-se-ia da Indonésia. O referendo foi organizado e monitorado pela Missão das Nações Unidas em Timor-Leste (UNAMET) e 450 000 pessoas estavam aptas a votar, incluindo 13 000 timorenses fora dos limites territoriais do Timor-Leste.

## Resultados

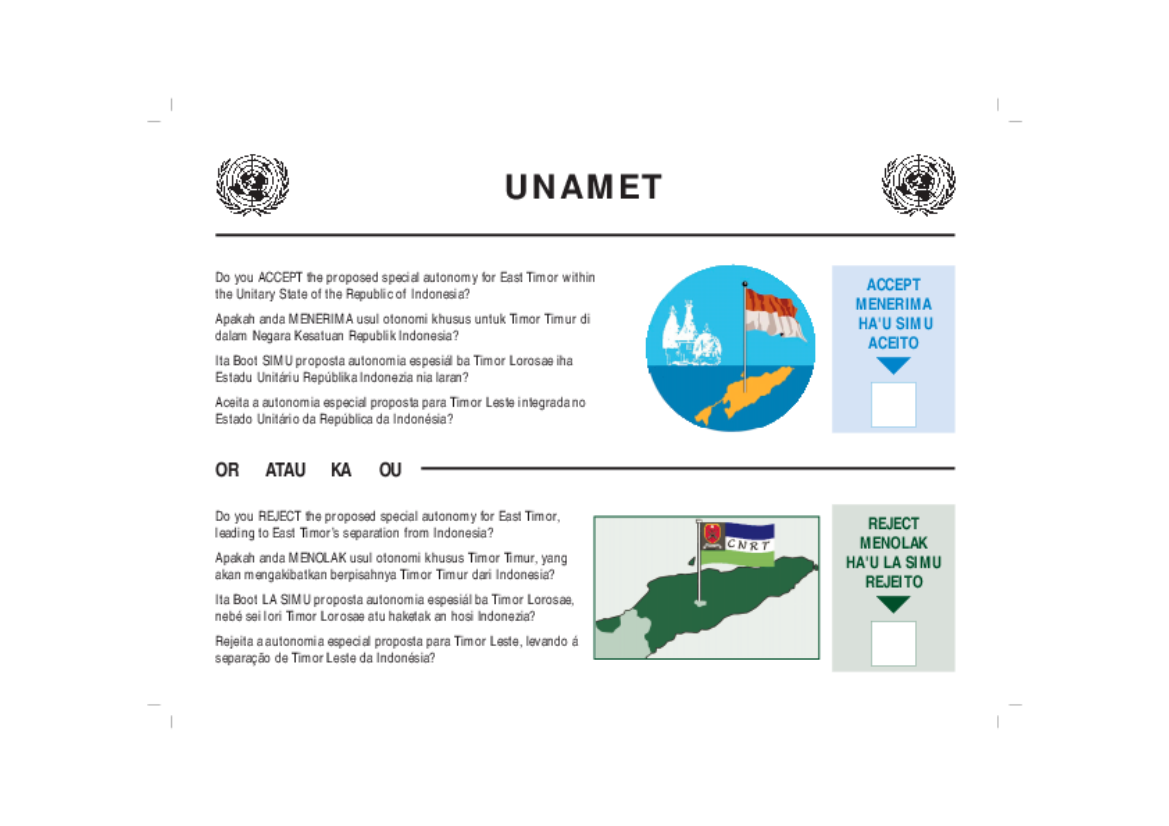
Cédula de votação com texto em inglês, indonésio, tétum e português

Foram apresentados, aos eleitores, as seguintes alternativas:
1. Você aceita a proposta de autonomia especial ao Timor-Leste dentro do estado unitário da República da Indonésia?
2. Você rejeita a proposta de autonomia especial ao Timor-Leste, levando à separação de Timor-Leste da Indonésia?

| Alternativa(s)                          | Votos   | %       |
| --------------------------------------- | ------- | ------- |
| Aceitar                                 | 94 388  | 21,50%  |
| Rejeitar                                | 344 580 | 78,50%  |
| Total de votos válidos                  | 438 968 | 100,00% |
| Total de votos válidos                  | 438 968 | 98,21%  |
| Votos inválidos/em branco               | 7 985   | 1,79%   |
| Total de votos                          | 438 968 | 100,00% |
|                                         |         |         |
| Eleitores registados/afluência às urnas | 451 792 | 98,60%  |
| Fonte(s): UN, The Guardian              |         |         |

## Reações
O governo indonésio aceitou o resultado em 19 de outubro de 1999, revogando as leis que formalmente anexavam Timor-Leste à Indonésia. As Nações Unidas aprovaram uma resolução que instituía a Administração Transitória das Nações Unidas em Timor Leste (UNTAET), que levaria à independência do país em maio de 2002.